# シールドルーム
シールドルームとは、外部からの電場や磁場の影響を受けず、かつ外部に電場や磁場を漏らさないように設計・施工された部屋である。

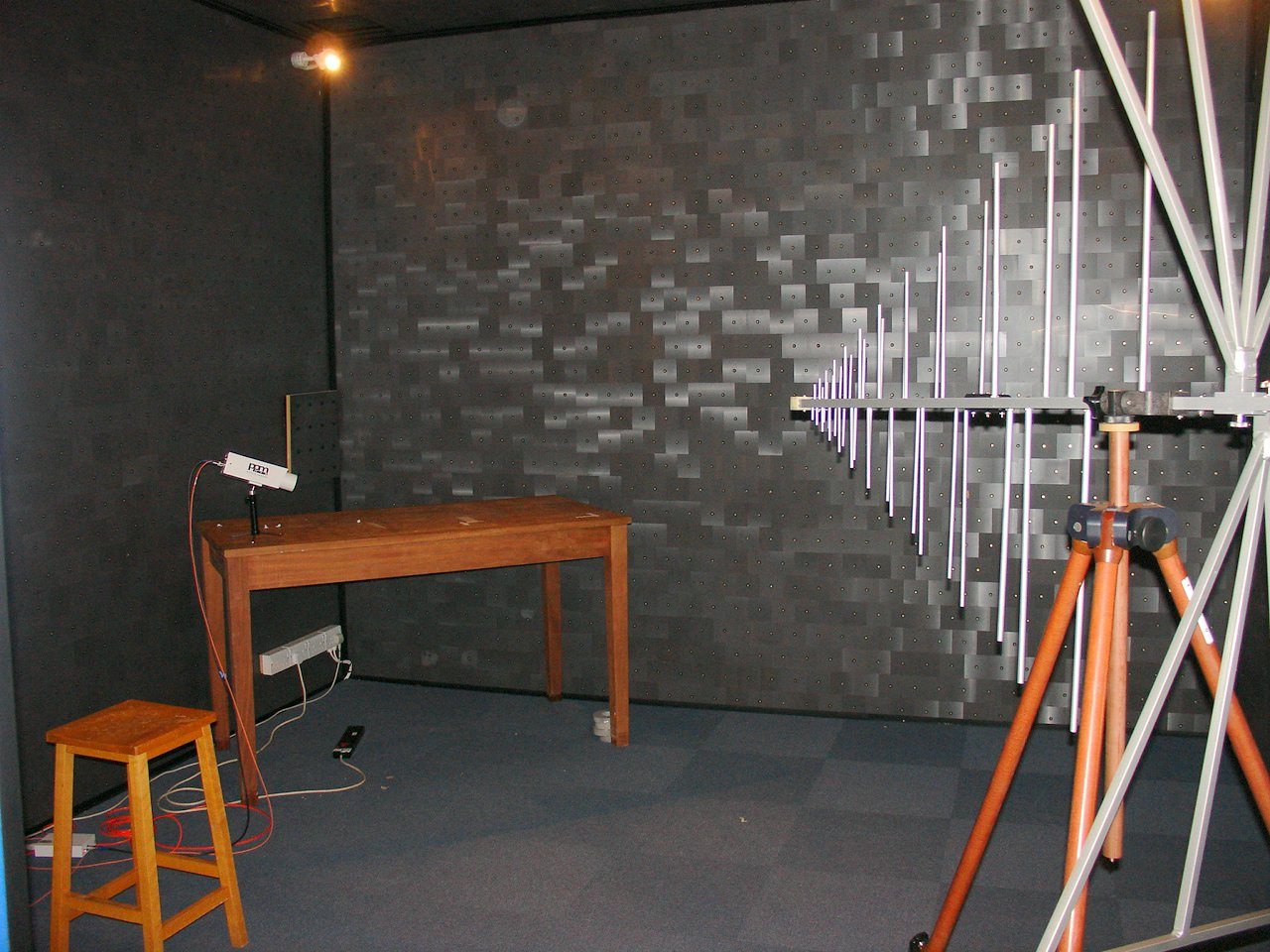
シールドルーム

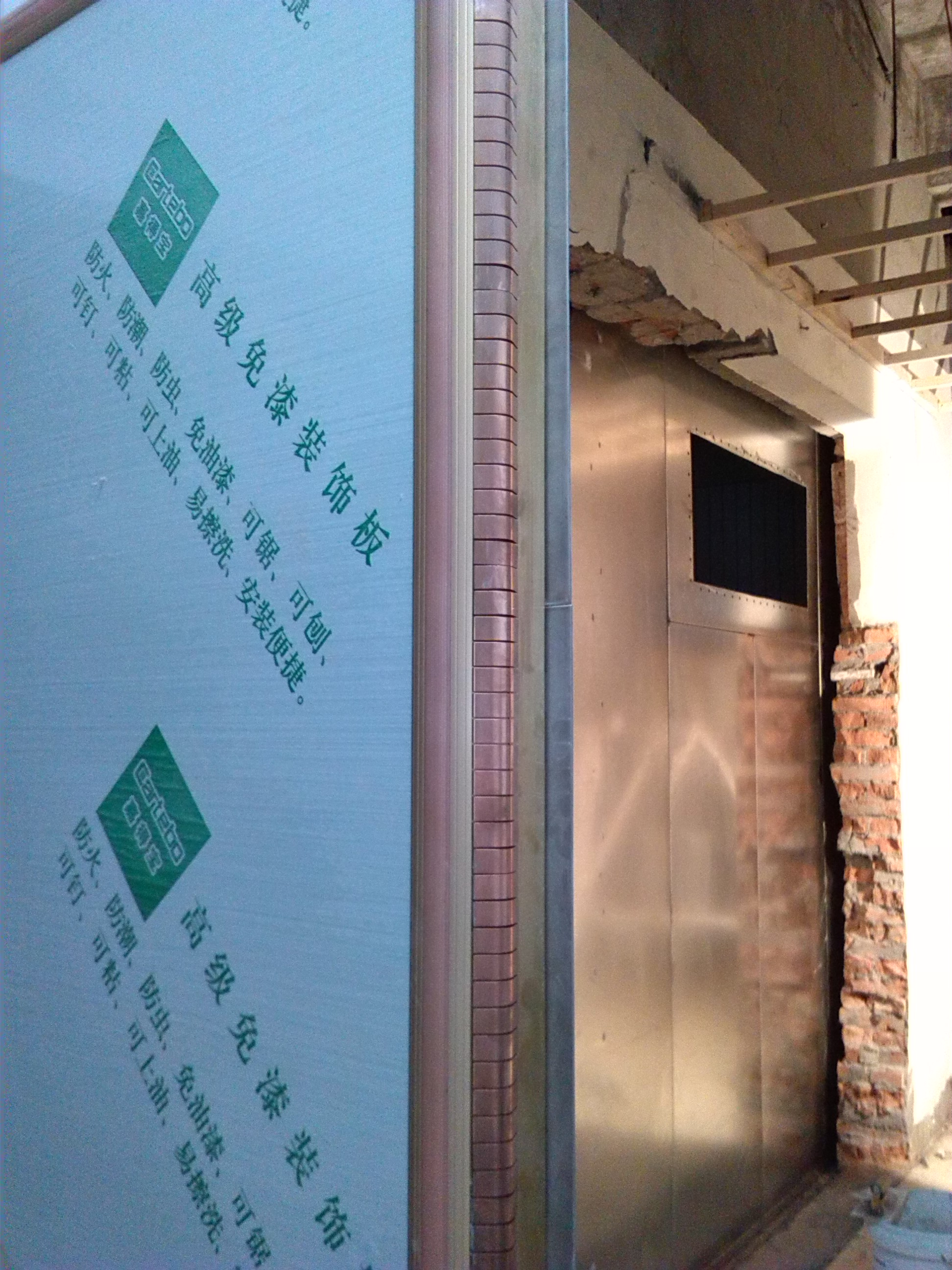
ファラデーケージのシールドルームルーム

## 概要
使用目的および扱う周波数範囲によって静電シールド用・磁気シールド用・平面電磁シールド用に分類される。

## 用途
- 電磁妨害波の測定室。
- MRIや脳磁図、心磁図のような生体磁場の計測機器を設置した計測室

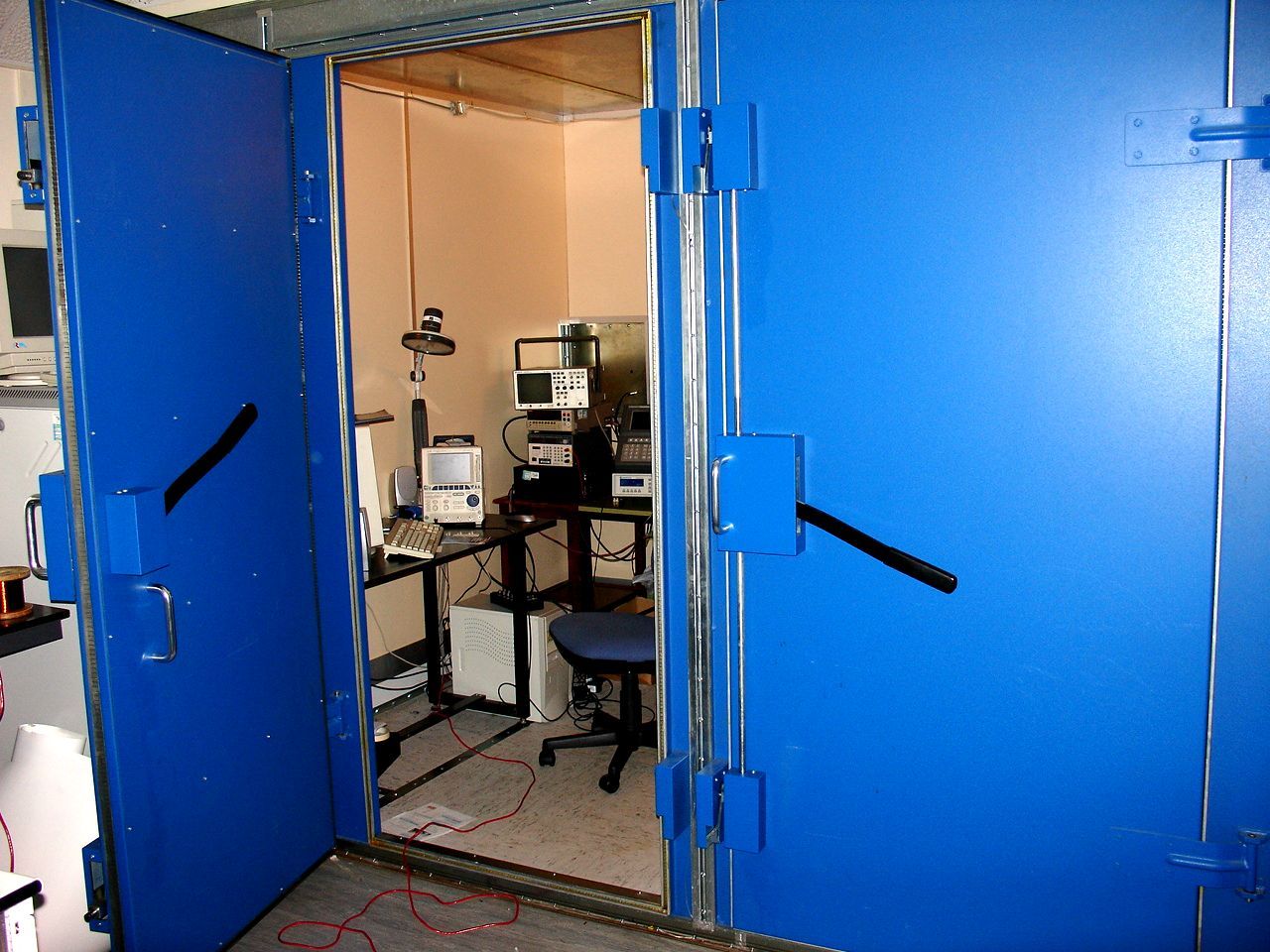
コンピュータールーム

- 機密に係わるコンピュータールーム

## 構造
電磁波の遮蔽のみであれば金属箔や低周波数であれば金網でも構わないが、磁場の遮蔽は困難で大量のパーマロイ等の磁性体を必要とする。